# Lê Văn Hiệu
Lê Văn Hiệu (sinh ngày 2 tháng 8 năm 1967) là chính trị gia nước Cộng hòa xã hội chủ nghĩa Việt Nam. Ông hiện là Phó Bí thư thường trực Tỉnh ủy, Chủ tịch Hội đồng nhân dân tỉnh Hải Dương, Trưởng Đoàn Đại biểu Quốc hội tỉnh Hải Dương, Ủy viên Ủy ban Tài chính – Ngân sách của Quốc hội, Đại biểu Quốc hội khóa XV từ Hải Dương. Ông từng là thủ trưởng hai đơn vị cấp cao của Hải Dương gồm Trưởng Ban Dân vận Tỉnh ủy, và Trưởng Ban Tuyên giáo Tỉnh ủy.
Lê Văn Hiệu là đảng viên Đảng Cộng sản Việt Nam, học vị Cử nhân Luật, Thạc sĩ Quản lý khoa học và công nghệ, Thạc sĩ Quản lý kinh tế, Cao cấp lý luận chính trị. Ông có sự nghiệp đều công tác ở quê nhà Hải Dương.

## Xuất thân và giáo dục
Lê Văn Hiệu sinh ngày 2 tháng 8 năm 1967 tại xã Đồng Lạc, huyện Nam Sách, tỉnh Hải Hưng, nay là tỉnh Hải Dương. Ông lớn lên và tốt nghiệp phổ thông ở Nam Sách, lên thủ đô Hà Nội học đại học, tốt nghiệp Cử nhân Luật, sau đó học cao học và có hai bằng thạc sĩ gồm Thạc sĩ Quản lý khoa học và công nghệ và Thạc sĩ Quản lý kinh tế. Ông được kết nạp Đảng Cộng sản Việt Nam vào ngày 13 tháng 9 năm 1997, trở thành đảng viên chính thức sau đó 1 năm, từng theo học các khóa chính trị ở Học viện Chính trị Quốc gia Hồ Chí Minh và tốt nghiệp Cao cấp lý luận chính trị. Hiện ông thường trú ở phố Hải Đông, phường Lê Thanh Nghị, thành phố Hải Dương, tỉnh Hải Dương.

## Sự nghiệp
Sau khi tốt nghiệp đại học, Lê Văn Hiệu tiến hành kinh doanh tư nhân. Đén tháng 9 năm 1992, ông được tuyển dụng vào Ủy ban nhân dân tỉnh Hải Dương, phân về Sở Thương mại tỉnh Hải Dương, là cán bộ Chi cục Quản lý thị trưởng tỉnh. Ông công tác ở đây liên tục hơn 10 năm 1992–2003, lần lượt là Đội phó, Đội trưởng, rồi Chi cục phó Chi cục Quản lý thị trường Hải Dương. Tháng 8 năm 2003, ông được điều sang Sở Thương mại và Du lịch, nhậm chức Phó Giám đốc Sở, được một thời gian thì trở lại Sở Thương mại đã được đổi tên thành Sở Công Thương, nhậm chức Phó Giám đốc Sở kiêm Chi cục trưởng Chi cục Quản lý thị trường Hải Dương. Tháng 5 năm 2009, ông được điều về huyện Nam Sách, giữ chức Bí thư Huyện ủy, đồng thời là Chủ tịch Hội đồng nhân dân huyện Nam Sách. Tại Đại hội Đảng bộ tỉnh Hải Dương lần thứ XV, nhiệm kỳ 2010–2015, ông được bầu vào Ban Chấp hành Đảng bộ tỉnh.
Tháng 12 năm 2014, Lê Văn Hiệu được bầu bổ sung vào Ban Thường vụ Tỉnh ủy, được phân công làm Trưởng Ban Dân vận Tỉnh ủy Hải Dương. Sang tháng 7 năm 2015, ông được điều chuyển làm Trưởng Ban Nội chính Tỉnh ủy, tái đắc cử Thường vụ Tỉnh ủy tại Đại hội Đảng bộ tỉnh lần thứ XVI, nhiệm kỳ 2015–2020. Tháng 11 năm 2020, tại Đại hội Đảng bộ tỉnh lần thứ XVII, nhiệm kỳ 2020–2025, ông tiếp tục là Thường vụ Tỉnh ủy, giữ chức Phó Bí thư thường trực Tỉnh ủy Hải Dương, kế nhiệm Bí thư Tỉnh ủy Phạm Xuân Thăng, kiêm Trưởng Ban Nội chính Tỉnh ủy cho đến tháng 3 năm 2021. Năm 2021, với sự giới thiệu của Tỉnh ủy, ông tham gia ứng cử đại biểu quốc hội từ Hải Dương, tại đơn vị bầu cử số 1 gồm thành phố Chí Linh, thị xã Kinh Môn và huyện Kim Thành, rồi trúng cử Đại biểu Quốc hội khóa XV với tỷ lệ 84,33%. Trong nhiệm kỳ này, ông cũng là Ủy viên Ủy ban Tài chính, Ngân sách của Quốc hội và Trưởng Đoàn Đại biểu Quốc hội tỉnh Hải Dương.
Nửa cuối năm 2022, trong vụ án sai phạm tại Công ty cổ phần Công nghệ Việt Á, Bí thư Tỉnh ủy Hải Dương Phạm Xuân Thăng bị xử lý kỷ luật khai trừ khỏi Đảng Cộng sản, bị khởi tố, bắt giữ để điều tra, Lê Văn Hiệu được chỉ định điều hành Đảng bộ tỉnh Hải Dương. Ông giữ cương vị này cho đến ngày 27 tháng 10 năm 2022 thì bàn giao cho Ủy viên Trung ương Đảng, tân Bí thư Tỉnh ủy Trần Đức Thắng. Chiều 2 tháng 6, tại Kỳ họp chuyên đề thứ 15 của Hội đồng nhân dân tỉnh Hải Dương khóa XVII, các đại biểu đã bầu ông giữ chức Chủ tịch Hội đồng nhân dân tỉnh.

## Khen thưởng
- Huân chương Lao động hạng Ba, 2020;